# (400355) 2007 VX126
(400355) 2007 VX126 es un asteroide que forma parte del cinturón interior de asteroides descubierto el 3 de noviembre de 2007 por el equipo del Spacewatch desde el Observatorio Nacional de Kitt Peak, Arizona, Estados Unidos.

## Designación y nombre
Designado provisionalmente como 2007 VX126.

## Características orbitales
2007 VX126, pertenece al Grupo de Hungaria, está situado a una distancia media del Sol de 1,866 ua, pudiendo alejarse hasta 2,048 ua y acercarse hasta 1,684 ua. Su excentricidad es 0,097 y la inclinación orbital 20,42 grados. Emplea 931,324 días en completar una órbita alrededor del Sol.

## Características físicas
La magnitud absoluta de 2007 VX126 es 18,2. 